# Lange Nacht der Musik
Die Lange Nacht der Musik ist eine jährliche in München stattfindende Großveranstaltung.
In der Nacht stehen über 400 Live-Konzerte, Tanzdarbietungen, Kabarettvorstellungen und Führungen rund um das Thema Musik zur Auswahl. Als Veranstaltungsorte dienen neben Bars und Musikclubs auch Orte wie Tanzschulen, Kirchen sowie namhafte Münchner Kulturinstitutionen, beispielsweise der Gasteig. Grundsätzlich sind alle Musikgenres möglich.
Auf die erste deutsche Musiknacht im Mai 2000 in München folgten Musiknächte anderer Städte. Gemeinsam haben die meisten Musiknächte neben der Live-Musik ein Shuttlebussystem eingerichtet, das die Besucher von einem Ort zum anderen transportiert. Die Veranstaltung verzeichnet jedes Jahr über 20.000 Besucher.